# Georg Fernquist
Georg Eberhard Fernquist, ursprungligen Fernqvist, född 27 mars 1883 i Stockholm, död där 23 december 1954, var en svensk teaterkamrer och skådespelare.
Fernquist filmdebuterade 1912 i Paul Garbagnis I lifvets vår och kom att medverka i ett sjuttiotal produktioner fram till 1951. Fernquist scendebuterade 1911.  

## Filmografi
- 1912 – I lifvets vår
- 1915 – Madame de Thèbes
- 1920 – Gyurkovicsarna
- 1922 – Thomas Graals myndling
- 1924 – Gösta Berlings saga
- 1925 – Två konungar
- 1930 – Ulla, min Ulla
- 1931 – Dantes mysterier
- 1931 – En kärleksnatt vid Öresund
- 1931 – Falska miljonären
- 1931 – Trötte Teodor
- 1932 – Landskamp
- 1934 – Flickorna från Gamla Sta'n
- 1934 – Sången om den eldröda blomman
- 1934 – Sången till henne
- 1934 – Atlantäventyret
- 1934 – Karl Fredrik regerar
- 1934 – Simon i Backabo
- 1935 – Valborgsmässoafton
- 1935 – Flickornas Alfred
- 1935 – Kanske en gentleman
- 1935 – Kärlek efter noter
- 1935 – Skärgårdsflirt
- 1935 – Ungkarlspappan
- 1936 – Johan Ulfstjerna
- 1936 – Bröllopsresan
- 1936 – Kungen kommer
- 1936 – Samvetsömma Adolf
- 1937 – John Ericsson - segraren vid Hampton Roads
- 1937 – Än leva de gamla gudar
- 1937 – Lyckliga Vestköping
- 1937 – Röda triangeln
- 1937 – Sara lär sig folkvett
- 1938 – Styrman Karlssons flammor
- 1938 – Svensson ordnar allt!
- 1938 – Blixt och dunder
- 1938 – Med folket för fosterlandet
- 1939 – Panik
- 1939 – Ombyte förnöjer
- 1939 – Efterlyst
- 1939 – Kalle på Spången
- 1939 – Filmen om Emelie Högqvist
- 1939 – Mot nya tider
- 1940 – Mannen som alla ville mörda
- 1940 – Swing it, magistern!
- 1940 – Stål
- 1941 – Fröken Vildkatt
- 1941 – Lärarinna på vift
- 1941 – Magistrarna på sommarlov
- 1941 – Så tuktas en äkta man
- 1941 – Ung dam med tur
- 1942 – En äventyrare
- 1942 – Vi hemslavinnor
- 1942 – Sol över Klara
- 1942 – Det är min musik
- 1942 – En sjöman i frack
- 1942 – Man glömmer ingenting
- 1943 – Livet på landet
- 1943 – Det brinner en eld
- 1943 – Herre med portfölj
- 1944 – När seklet var ungt
- 1944 – Fia Jansson från Söder
- 1944 – Vi behöver varann
- 1944 – En dag skall gry
- 1946 – Klockorna i Gamla Sta'n
- 1946 – Det är min modell
- 1947 – Kvinna utan ansikte
- 1950 – Hjärter Knekt
- 1951 – Spöke på semester
- 1951 – Fröken Julie

## Teater

### Roller (ej komplett)
| År   | Roll                       | Produktion                                                                    | Regi             | Teater                     |
| ---- | -------------------------- | ----------------------------------------------------------------------------- | ---------------- | -------------------------- |
| 1915 | Jean Miroudon              | Två man om en änka Victor Hollaender, Heinrich Storbitzer och Richard Kessler | Carl Barcklind   | Vasateatern                |
| 1915 | Jean Miroudon              | En fiffikus Paul Frank                                                        | Justus Hagman    | Vasateatern                |
| 1915 | Jones                      | Kärleken segrar Charles Klein                                                 | Justus Hagman    | Vasateatern                |
| 1923 | Fänrik Rutger von Örneclou | Gösta Berlings saga Selma Lagerlöf                                            | Gunnar Klintberg | Svenska teatern, Stockholm |
| 1927 |                            | Som i ungdomens vår Walter Kollo och Willy Bredschneider                      | Arvid Petersén   | Södra Teatern              |
| 1932 | En skräddare               | Tjuvar och hedersmän Winchell Smith                                           | Oscar Lund       | Folkteatern                |
| 1934 | Fadern                     | Leka med elden August Strindberg                                              | Sandro Malmquist | Oscarsteatern              |
| 1934 |                            | Det framtvingade giftermålet Moliére                                          | Sandro Malmquist | Oscarsteatern              |
| 1934 | Senatspresidenten          | Kungen Robert de Flers, Emmanuel Arène och Gaston Arman de Caillavet          | Rune Carlsten    | Dramaten                   |
| 1948 | Ketterl                    | Vita hästen Hans Müller och Ralph Benatzky                                    | Max Hansen       | Oscarsteatern              |